# Государственная премия имени Г. А. Дзидзария
Государственная премия Республики Абхазия имени Г. А. Дзидзария в области науки (абх. Аҭҵаарадырра аусхк аҿы Гь. А. Ӡиӡариа ихьӡ зху Аԥсны Аҳәынҭқарратә премиа) — государственная премия частично признанной Республики Абхазия, учрежденная в 2004 году и названная в честь абхазского историка Г. А. Дзидзария. Три премии вручаются раз в три года.
Присуждается за «достижения в области гуманитарных и естественных наук, получившие широкое общественное признание и ставшие крупным вкладом в развитие науки Абхазии», такие как фундаментальные научные труды и учебники. Кандидаты выдвигаются коллективами научных учреждений и высших учебных заведений Абхазии.
В 2013 году размер премии был увеличен в два раза, до 100 тысяч рублей. В 2005—2021 годах председателем комиссии по присуждению премии являлся Ш. Х. Салакая.

## Лауреаты
| Год  | Лауреаты                                   | Работа |
| ---- | ------------------------------------------ | --- |
| 2005 | Ш. К. Аристава и Л. П. Чкадуа              | учебник «Грамматика абхазского литературного языка» (2002) |
| 2005 | В. Е. Кварчия                              | монография «Топонимика Абхазии» (2002) |
| 2005 | С. М. Бебия                                | монография «Пихтовые леса Кавказа» (2002) |
| 2005 | Г. К. Шамба                                | две монографии |
| 2008 | Ю. Г. Аргун, Ю. Д. Анчабадзе и Е. М. Малиа | монография «Абхазы» (2007) |
| 2008 | В. Ш. Авидзба                              | научное издание книги «Газета „Апсны“ (1919—1921 гг.)» (2006) |
| 2008 | Я. А. Экба и Р. С. Дбар                    | монография «Экологическая климатология и природные ландшафты Абхазии» (2007)                                                                                             |
| 2011 | А. Э. Куправа                              | монография «Вопросы традиционной культуры абхазов» (2008) |
| 2011 | В. А. Когониа                              | монография «Поэтика абхазского песенно-стихотворного фольклора» |
| 2011 | Р. А. Ласурия                              | монография «Сильная суммируемость рядов Фурье и аппроксимация функций» (2010)                                                                                            |
| 2014 | А. Ф. Авидзба                              | монография «Проблемы военно-политической истории Отечественной войны в Абхазии (1992—1993 гг.)» (2013)                                                                   |
| 2014 | С. Л. Зухба                                | монография «Абхазская мифология» (2012) |
| 2014 | К. М. Гожев и И. Д. Тарба                  | монографии «Подсознание, сознание, самосознание» (2012) и «Сознание и самосознание — этническое и национальное (социально-философский континуум)» (2013)                 |
| 2017 | А. Н. Габелия                              | монография «Абхазия в предантичную и античную эпохи» (2014) |
| 2017 | З. Д. Джапуа                               | монография «Абхазский нартский эпос. Текстология. Семантика. Поэтика» (2016)                                                                                             |
| 2017 | Л. Х. Саманба                              | монография «Вопросы абхазского и общего языкознания» (2015) |
| 2020 | Ш. Х. Салакая                              | трёхтомник избранных научных трудов (2008, 2019 и 2019) |
| 2020 | Н. В. Касландзия                           | монография «Генезис и становление Абхазского царства» (2017) |
| 2023 | З. И. Адзинба                              | монография «Кальцефильные эндемики флоры Колхиды» (2021) |
| 2023 | Д. Я. Адлейба                              | монография «Стилевая и поэтико-композиционная система сказки» (2020) |
| 2023 | В. А. Чирикба                              | монографии «Абхазия и итальянские города-государства XIII—XV вв. Очерки взаимоотношений» (2020) и «Независимость Республики Абхазия в свете международного права» (2022) |